# Toleure
Le Toleure est une rivière du canton de Vaud, en Suisse.

## Source
Le Toleure naît à proximité du point où se touchent les trois  communes de Bière, Gimel et Saubraz. Il représente une exsurgence de la source de l'Aubonne ; il commence à couler quand le débit de la source de l'Aubonne dépasse 2 130 l/s et s'assèche en dessous de 2 090 l/s. Ainsi, même si le débit du Toleure est en moyenne 12 % plus important que celui de l'Aubonne, il reste sec 40 % du temps (134 jours par an en 1999 et 2000). De la même manière, la Malagne dépend, elle, du débit du Toleure : elle commence à couler quand le débit de la source du Toleure dépasse 4 865 l/s.
Sa source possède un débit moyen variant entre 2 840 et 3 260 l/s (valeurs de 1999 et 2000). Elle sourd en de nombreux points, le plus important étant un puits karstique. Le bassin d’alimentation du système Aubonne-Toleure, de 100 km2, est le plus important de la région,.

## Tracé
Il suit, en direction du sud-est, les frontières de Bière et de Saubraz, puis de Bière et de Montherod, avant de rejoindre l'Aubonne peu avant le lac de retenue de La Vaux,. Ce lac est situé au cœur de l'Arboretum national du vallon de l'Aubonne.

## Citadelle d’argile de François Monthoux
À l'été 2022 bénéficiant de la sécheresse l’artiste sculpteur originaire de Bière François Monthoux construit une citadelle miniature d’argile d’inspiration gothique dans le lit de la rivière du Toleure. Il travaille sans outil avec l'argile présent naturellement dans le lit de la rivière. Il intègre de nombreux symboles et des messages transmis par l’orientation géographique des sculptures présentes dans la ville qui reflètent son univers symbolique. Le fou étant orienté contre la montagne, l’ermite contre son village natal, le professeur contre Lausanne la ville où il a fait ses études.[réf. nécessaire]
La construction est totalement éphémère, l'argile ne résiste pas à la pluie qui le dissout.

### Médiatisation
Le journal La Côte fait deux fois sa une sur ce sujet. Le 20 minutes puis le 24 heures en parlent aussi. Ce qui attire la télévision nationale suisse puis l’agence de presse internationale Reuters. La citadelle est alors diffusée à l'international entre autres en Chine par la CCTV, en Russie, au USA, au Mexique et dans de nombreux médias nationaux.